# Maxfischeria anic
Maxfischeria anic  (лат.) — вид паразитических перепончатокрылых насекомых из семейства браконид (Maxfischeriinae, Braconidae).
Эндемик Австралии: центральная и южная части штата Квинсленд (Carnarvon Gorge National Park, 25°0’S, 148°02’E). Длина тела 5,4 мм. Усики состоят из 41 флагелломера. Голова — оранжевая (лоб — чёрный), максиллярные и лабиальные щупики жёлтые, антенны черновато-коричневые. Мезосома — чёрная. Брюшко частично белое. Вид описан в 2011 году американским энтомологом Чарлзом Борингом (англ. Charles Andrew Boring; Университет Кентукки, Лексингтон, Кентукки, США) и отнесён им к австралийскому роду браконид Maxfischeria Papp, 1994, выделенному в отдельное подсемейство Maxfischeriinae.